# Limnophyes orbicristatus
Limnophyes orbicristatus är en tvåvingeart som beskrevs av Wang och Ole Anton Saether 1993. Limnophyes orbicristatus ingår i släktet Limnophyes och familjen fjädermyggor.
Artens utbredningsområde är Guangdong (Kina). Inga underarter finns listade i Catalogue of Life.